# Мельбу

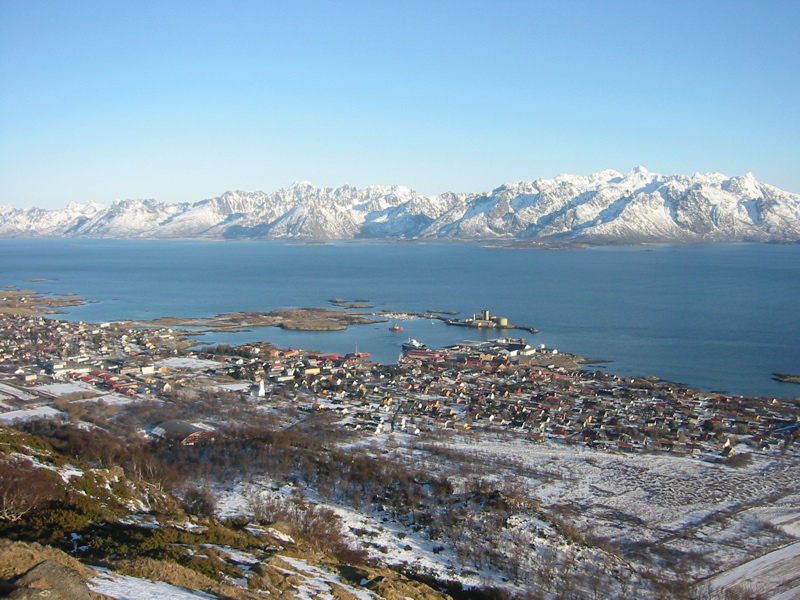
Вид на Мельбу с холма Хаугнюкен (Haugnyken)

Мельбу (норв. Melbu) — деревня с населением в 2 143 человека (2009), расположенная в коммуне Хадсель на архипелаге Вестеролен в фюльке Нурланн в Норвегии. Мельбу является одним из центров острова Хадселёя, вторым центром является Стокмаркнес. В Мельбу проходит ежегодный летний фестиваль Sommer-Melbu.

## Инфраструктура
Мельбу имеет паромное сообщение с Лофотенскими островами. Ближайший аэропорт расположен на расстоянии 25 км. Деревня расположена в южной части острова Хадселёя.